# Odinophora mediterranea
Odinophora mediterranea là một loài tò vò trong họ Ichneumonidae.